# XI Governo Constitucional de Portugal

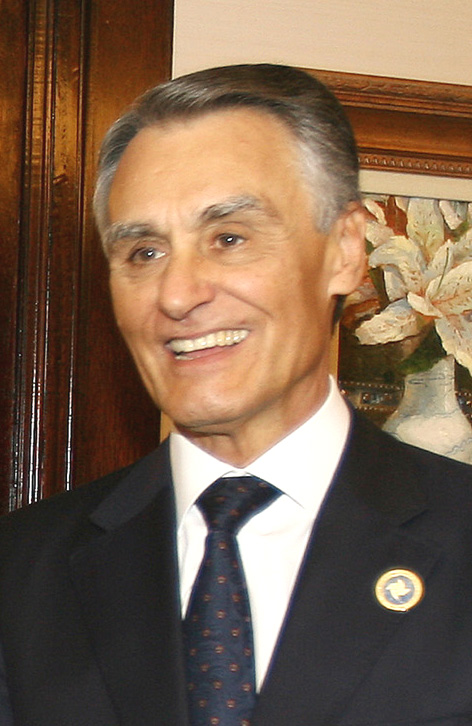
O Primeiro-Ministro Aníbal Cavaco Silva.

O XI Governo Constitucional de Portugal tomou posse a 17 de agosto de 1987, sendo chefiado por Aníbal Cavaco Silva e constituído pelo Partido Social-Democrata, com base nos resultados das eleições de 19 de julho de 1987. Terminou o seu mandato a 31 de outubro de 1991, devido ao termo da legislatura.
Foi o primeiro governo monopartidário com apoio parlamentar maioritário desde o 25 de abril de 1974, bem como o primeiro a completar a duração correspondente a uma legislatura inteira.

## Composição
A sua constituição era a seguinte:
Legenda de cores
| Cargo                                                    | Detentor | Detentor                                   | Detentor | Período                                      |
| -------------------------------------------------------- | -------- | ------------------------------------------ | -------- | -------------------------------------------- |
| Primeiro-Ministro                                        |          | Aníbal Cavaco Silva (1939–)                |          | 17 de agosto de 1987 a 31 de outubro de 1991 |
| Vice-Primeiro-Ministro                                   |          | Eurico de Melo (1925–2012)                 |          | 17 de agosto de 1987 a 5 de janeiro de 1990  |
| Ministro da Presidência                                  |          | Fernando Nogueira (1950–)                  |          | 17 de agosto de 1987 a 31 de outubro de 1991 |
| Ministro da Defesa Nacional                              |          | Eurico de Melo (1925–2012)                 |          | 17 de agosto de 1987 a 5 de janeiro de 1990  |
| Ministro da Defesa Nacional                              |          | Carlos Brito (1935–)                       |          | 5 de janeiro de 1990 a 5 de março de 1990    |
| Ministro da Defesa Nacional                              |          | Fernando Nogueira (1950–)                  |          | 5 de março de 1990 a 31 de outubro de 1991   |
| Ministro dos Assuntos Parlamentares                      |          | António Capucho (1945–)                    |          | 17 de agosto de 1987 a 24 de julho de 1989   |
| Ministro dos Assuntos Parlamentares                      |          | Manuel Dias Loureiro (1951–)               |          | 24 de julho de 1989 a 31 de outubro de 1991  |
| Ministro das Finanças                                    |          | Miguel Cadilhe (1944–)                     |          | 17 de agosto de 1987 a 5 de janeiro de 1990  |
| Ministro das Finanças                                    |          | Miguel Beleza (1950–2017)                  |          | 5 de janeiro de 1990 a 31 de outubro de 1991 |
| Ministro do Planeamento e da Administração do Território |          | Luís Valente de Oliveira (1937–)           |          | 17 de agosto de 1987 a 31 de outubro de 1991 |
| Ministro da Administração Interna                        |          | José Silveira Godinho (1943–)              |          | 17 de agosto de 1987 a 5 de janeiro de 1990  |
| Ministro da Administração Interna                        |          | Manuel Pereira (1928–)                     |          | 5 de janeiro de 1990 a 31 de outubro de 1991 |
| Ministro da Justiça                                      |          | Fernando Nogueira (1950–)                  |          | 17 de agosto de 1987 a 5 de março de 1990    |
| Ministro da Justiça                                      |          | Álvaro Laborinho Lúcio (1941–)             |          | 5 de março de 1990 a 31 de outubro de 1991   |
| Ministro dos Negócios Estrangeiros                       |          | João de Deus Pinheiro (1945–)              |          | 17 de agosto de 1987 a 31 de outubro de 1991 |
| Ministro da Agricultura, Pescas e Alimentação            |          | Álvaro Barreto (1936–2020)                 |          | 17 de agosto de 1987 a 5 de janeiro de 1990  |
| Ministro da Agricultura, Pescas e Alimentação            |          | Arlindo da Cunha (1950–)                   |          | 5 de janeiro de 1990 a 31 de outubro de 1991 |
| Ministro da Indústria e Energia                          |          | Luís Mira Amaral (1945–)                   |          | 17 de agosto de 1987 a 31 de outubro de 1991 |
| Ministro da Educação                                     |          | Roberto Carneiro (1947–)                   |          | 17 de agosto de 1987 a 31 de outubro de 1991 |
| Ministro das Obras Públicas, Transportes e Comunicações  |          | João Maria de Oliveira Martins (1934–2011) |          | 17 de agosto de 1987 a 24 de abril de 1990   |
| Ministro das Obras Públicas, Transportes e Comunicações  |          | Joaquim Ferreira do Amaral (1945–)         |          | 24 de abril de 1990 a 31 de outubro de 1991  |
| Ministro da Saúde                                        |          | Leonor Beleza (1948–)                      |          | 17 de agosto de 1987 a 5 de janeiro de 1990  |
| Ministro da Saúde                                        |          | Arlindo de Carvalho (1945–)                |          | 5 de janeiro de 1990 a 31 de outubro de 1991 |
| Ministro do Emprego e da Segurança Social                |          | José Silva Peneda (1950–)                  |          | 17 de agosto de 1987 a 31 de outubro de 1991 |
| Ministro do Comércio e Turismo                           |          | Joaquim Ferreira do Amaral (1945–)         |          | 17 de agosto de 1987 a 24 de abril de 1990   |
| Ministro do Comércio e Turismo                           |          | Fernando Faria de Oliveira (1941–)         |          | 24 de abril de 1990 a 31 de outubro de 1991  |
| Ministro-Adjunto e da Juventude                          |          | António Couto dos Santos (1949–2025)       |          | 17 de agosto de 1987 a 31 de outubro de 1991 |
| Ministério do Ambiente e Recursos Naturais               |          | Fernando Real (1923–2006)                  |          | 5 de janeiro de 1990 a 24 de abril de 1991   |
| Ministério do Ambiente e Recursos Naturais               |          | Carlos Borrego (1948–)                     |          | 24 de abril de 1991 a 31 de outubro de 1991  |
|                                                          |          |                                            |          |                                              |
| Ministro da República para a Região Autónoma dos Açores  |          | Vasco Rocha Vieira (1939–2025)             |          | 17 de agosto de 1987 a 18 de abril de 1991   |
| Ministro da República para a Região Autónoma dos Açores  |          | Mário Pinto (1931–)                        |          | 18 de abril de 1991 a 31 de outubro de 1991  |
| Ministro da República para a Região Autónoma da Madeira  |          | Lino Miguel (1936–2022)                    |          | 17 de agosto de 1987 a 31 de outubro de 1991 |